# Lügen der Liebe
Lügen der Liebe (Originaltitel: L’appartement; auch als Liebe und Lügen gezeigt) ist ein Filmdrama und Thriller von Gilles Mimouni aus dem Jahr 1996. Es entstand in französisch-spanisch-italienischer Koproduktion.

## Handlung
Software-Manager Max Mayer steht kurz vor der Hochzeit mit Muriel, die er während seines zweijährigen Arbeitsaufenthalts in New York kennengelernt hat. Vor einer mehrtägigen Arbeitsreise nach Tokio trifft er seinen Freund Lucien wieder, muss jedoch zu einem Arbeitsessen, so dass er ihm nur verspricht, sich bei ihm zu melden. Beim Arbeitsessen, kurz vor dem Abflug nach Tokio, will Max kurz telefonieren. In der geschlossenen Telefonzelle steht eine Frau und Max glaubt, an der Stimme seine frühere Geliebte Lisa zu erkennen. Er hatte sie einige Zeit vor seinem Abflug nach New York kennengelernt, beide hatten sich verliebt und er wollte mit ihr sein Leben verbringen. Aus unerklärlichen Gründen ging sie jedoch überstürzt auf mehrmonatige Theatertournee, und er musste ins Ausland, ohne dass sich beide noch einmal gesehen hätten. Nun eilt Max der Frau nach, verpasst sie jedoch. Zurück in der Telefonzelle findet er einen Hotelschlüssel, doch ist das Zimmer leer. Max schläft ein. Am nächsten Morgen findet er im Hotelzimmer einen Zeitungsausschnitt, in dem von der Beerdigung einer Frau die Rede ist. Er erinnert sich an das Telefongespräch der Frau in der Telefonzelle: Die Frau warf einem gewissen Daniel vor, in der Zeitung von einem Zwischenfall gelesen zu haben und nicht zu glauben, dass es sich um einen Unfall handelte. Der Artikel berichtet von Witwer Daniel, der seine Frau auf tragische Weise verloren hat. Max vermutet, dass die Frau aus der Telefonzelle zur Beerdigung gehen wird. Er sucht Lucien auf und borgt sich von ihm das Auto. Auf der Beerdigung sieht er nur den Witwer Daniel, dem er folgt. Er führt ihn zu einer Wohnung, in der er einen Brief hinterlegt. Max nimmt den Brief an sich, der an eine gewisse Lisa adressiert ist. Er wiederum setzt einen Brief an sie auf, in der er sie um ein Treffen bittet.
Max wartet vergeblich auf Lisa und begibt sich schließlich erneut zu ihrer Wohnung. Daniel hatte bei seinem Besuch den Türschlüssel in den Briefkasten geworfen, den Max an sich nimmt und so in Lisas Wohnung einbricht. Die Frau, die abends erscheint, ist jedoch nicht seine Lisa, sondern eine andere Frau, die sich das Leben nehmen will. Max rettet sie und ist zunächst konsterniert, dass er sich so getäuscht hat. Beide verbringen schließlich die Nacht zusammen, und die falsche Lisa schläft am Ende mit ihm.
Max weiß nicht, dass es sich bei der falschen Lisa um Alice, Luciens Freundin, handelt. Sie lernte Lisa einst kennen, bevor diese ein Verhältnis mit Max begann. Sie bewunderte sie zunächst aus der Ferne, bevor sich beide anfreundeten. Alice wiederum verliebte sich heimlich in Max und reagierte eifersüchtig, als dieser mit Lisa zusammenkam. Als Lisa überstürzt mit ihrer Theatertruppe nach Italien reisen musste, übergab sie einen erklärenden Brief an Alice mit der Bitte, ihn an Max zu schicken. Alice sendete den Brief, in dem Lisa Max erklärte, dass sie ihre Zukunft mit ihm verbringen will, wenn er die zwei Monate auf sie warten wolle, nie ab. Max nahm die unerklärliche Abreise von Lisa zum Anlass, den zweijährigen Job in New York anzunehmen. Nun ist Max zurück und Alice hat ihn zufällig im Restaurant bei seinem Geschäftsessen gesehen. Auch Lisa war da, die sich eigentlich mit Alice vor Ort treffen wollte. Lisa hält sich an einem unbekannten Ort auf, hat sie doch Angst vor dem rasend eifersüchtigen Daniel, der – so vermutet sie – seine Frau umbrachte, um mit ihr zusammenleben zu können. Alice wiederum nutzt Lisas Abwesenheit aus, um ihre Identität anzunehmen und sich als sie auszugeben. Dazu hält sie sich auch in Lisas Wohnung auf. Daniel wiederum sieht Max am Fenster von Lisas Wohnung, in der er mit Alice ist. Er vermutet nun, dass Lisa einen Liebhaber hat.
Die Dinge verkomplizieren sich, als die echte Lisa zufällig eine Nachricht von Max erhält, die er im Café für die unbekannte Telefonierende hinterlegt hatte. Lisa ruft die angegebene Telefonnummer an und landet bei Lucien. Sie richtet ihm aus, dass sie in einem Park auf Max warten werde. Lucien wiederum macht Max und Alice miteinander bekannt und Max erkennt, dass er einer Lügnerin aufgesessen ist. Alice macht ihm klar, dass sie ihn immer geliebt habe. Weil Lisa hoffte, Max wiederzusehen, gab sie eine geplante Reise nach Rom an Alice weiter. Alice verabschiedet sich nun von Max, da sie zum Flughafen muss. Max erkennt, dass er sie doch liebt, und eilt ihr nach. Lisa wiederum wartet vergebens auf Max, gibt ihre Vorsicht auf und kehrt in ihre Wohnung zurück. Hier wartet bereits Daniel auf sie und setzt die Wohnung in Brand. Lisa kommt in den Flammen um. Max und Alice fallen sich im Flughafen in die Arme, doch trennt sich Alice unter einem Vorwand von ihm und will unbemerkt abreisen. Max geht ihr nach, trifft auf halber Strecke jedoch auf seine Verlobte Muriel, die glaubt, er komme gerade aus Tokio zurück. Beide umarmen sich, Alice beobachtet sie und geht schließlich.

## Produktion
Lügen der Liebe wurde in Madrid und Paris gedreht. Es war das Regiedebüt von Gilles Mimouni, der auch das Drehbuch des Films schrieb. Die Kostüme schuf Laurence Heller, die Filmbauten stammen von Philippe Chiffre. Der Film lief am 2. Oktober 1996 in den französischen Kinos an und wurde am 18. September 1997 auf premiere erstmals im deutschen Fernsehen gezeigt. Auf Video erschien der Film am 19. Oktober 1998; Lügen der Liebe wurde 2008 auf DVD veröffentlicht. Paul McGuigan drehte 2004 mit Sehnsüchtig ein Remake des Films.

## Kritik
Für das Lexikon des internationalen Films war Lügen der Liebe ein „in den Konfliktsituationen dicht gesponnener Film, der […] im Laufe der Handlung jedoch die gut entwickelten Protagonisten aus den Augen verliert und zu sehr auf den Zwist zwischen den Personen setzt“.
Cinema fand, „in dem Verwirrspiel der Gefühle ist nichts, wie es scheint. Dabei glänzt der Mix aus französischer Romantik und verzwickter Spannung mit wunderbaren Darstellern, einem irren Tempo und überraschenden Wendungen“ und nannte den Film eine „rasante Achterbahn der großen Gefühle“.

## Auszeichnungen
Der Film erhielt 1997 zwei César-Nominierungen: in den Kategorien Beste Nachwuchsdarstellerin (Monica Bellucci) und Bestes Erstlingswerk (Gilles Mimouni).
Lügen der Liebe gewann 1998 einen British Academy Film Award in der Kategorie Bester nicht-englischsprachiger Film. Zudem gewann er einen British Independent Film Award als Bester ausländischer Independentfilm.